# Uropeltis ellioti
Uropeltis ellioti е вид змия от семейство Щитоопашни змии (Uropeltidae). Видът не е застрашен от изчезване.

## Разпространение
Разпространен е в Индия (Андхра Прадеш, Гуджарат, Карнатака, Керала, Махаращра, Ориса и Тамил Наду).

## Описание
Популацията на вида е стабилна.